# Костел Різдва Пресвятої Богородиці (Комарно)
Костел Різдва Пресвятої Богородиці — культова споруда в м. Комарному Городоцького району Львівської области. Фундатор — польський шляхтич, воєначальник Миколай Остророг, відомий за прізвиськом «Латина», яке йому дав Богдан Хмельницький. Пам'ятка архітектури національного значення, № 421/1.

## Відомості
Датується, за одними даними, 1656 роком, за іншими — 1656—1658. Автором проєкту був Войцех Капінос (молодший); твердження, що споруду спроєктував Ян Покорович — це хибна атрибуція Тадеуша Маньковського. Для будівництва використовували матеріали з каменоломні в с. Верині.
Давніше — парафіяльний храм Львівській архидієцезії РКЦ. Нині храм перебуває в користуванні вірними УГКЦ.
12 червня 2016 з дозволу греко-католиків у костелі відправив приміційну Службу Божу місцевий уродженець о. Станіслав Мігулка.
Є розвідка про костел польського дослідника Єжи Петруса «Kościół parafialny p. w. Narodzenia Najświętszej Panny Marii w Komarnie» у збірнику «Kościoły i klasztory rzymskokatolickie dawnego województwa ruskiego».